# Abiansemal
Abiansemal ist ein Distrikt (Kecamatan) im Südosten des langgestreckten Regierungsbezirks (Kabupaten) Badung im Süden der indonesischen Provinz Bali. Er grenzt im Westen an den Kecamatan Mengwi, im Nordwesten an eine Exklave des Kecamatan Marga im Regierungsbezirk Tabanan, im Norden an Petang, im Osten an den Kecamatan Ubud, im Südosten an den Kecamatan Sukaweti (beide vom Kab. Gianyar) und schließlich im Süden an die Provinzhauptstadt Denpasar. 
Als Binnendistrikt ohne Zugang zum Meer wird Abiansemal in 18 Dörfer (Desa) gegliedert, die wiederum aus 34 Desa Adat, 125 Banjar Dinas und 118 Banjar Adat bestehen.

## Verwaltungsgliederung
| Kode PUM 1    | Dorf                        | Fläche (km²) Ende 2021 | Einwohner Census 2010 | Einwohner Census 2020 | Einwohner Ende 2021 | Dichte Einw. pro km² |
| ------------- | --------------------------- | ---------------------- | --------------------- | --------------------- | ------------------- | -------------------- |
| 51.03.03.2001 | Darmasaba                   | 5,72                   | 10.059                | 10.429                | 10.063              | 1.759,27             |
| 51.03.03.2002 | Sibangkaja                  | 3,63                   | 6.062                 | 7.447                 | 6.795               | 1.871,90             |
| 51.03.03.2003 | Sibanggede                  | 6,23                   | 6.307                 | 7.638                 | 7.467               | 1.198,56             |
| 51.03.03.2004 | Jagapati                    | 1,74                   | 3.655                 | 4.213                 | 3.995               | 2.295,98             |
| 51.03.03.2005 | Angantaka                   | 2,58                   | 4.016                 | 4.516                 | 4.331               | 1.678,68             |
| 51.03.03.2006 | Sedang                      | 3,18                   | 4.127                 | 4.517                 | 4.492               | 1.412,58             |
| 51.03.03.2007 | Mambal                      | 3,67                   | 5.234                 | 5.519                 | 5.535               | 1.508,17             |
| 51.03.03.2008 | Abiansemal                  | 4,68                   | 7.508                 | 8.275                 | 8.017               | 1.713,03             |
| 51.03.03.2009 | Bongkasa                    | 4,17                   | 5.457                 | 6.082                 | 6.230               | 1.494,00             |
| 51.03.03.2010 | Taman                       | 7,20                   | 6.296                 | 7.050                 | 6.963               | 967,08               |
| 51.03.03.2011 | Blahkiuh                    | 4,71                   | 5.492                 | 6.302                 | 6.261               | 1.329,30             |
| 51.03.03.2012 | Ayunan                      | 2,15                   | 2.161                 | 2.449                 | 2.544               | 1.183,26             |
| 51.03.03.2013 | Sangeh                      | 5,20                   | 4.057                 | 4.707                 | 4.696               | 903,08               |
| 51.03.03.2014 | Punggul                     | 2,43                   | 2.817                 | 3.172                 | 3.279               | 1.349,38             |
| 51.03.03.2015 | Mekar Bhuwana               | 3,02                   | 4.645                 | 5.071                 | 5.167               | 1.710,93             |
| 51.03.03.2016 | Abiansemal Dauh Yeh Cani000 | 2,28                   | 5.909                 | 6.671                 | 6.656               | 2.919,30             |
| 51.03.03.2017 | Selat                       | 1,94                   | 2.066                 | 2.342                 | 2.437               | 1.256,19             |
| 51.03.03.2018 | Bongkasa Pertiwi            | 2,46                   | 2.276                 | 2.504                 | 2.617               | 1.063,82             |
| 51.03.03      | Kec. Abiansemal             | 66,99                  | 88.144                | 98.904                | 97.545              | 1.456,11             |
Ergebnisse aus Zählung:
2010 und 2020, Fortschreibung (Datenstand: Ende 2021)

## Bevölkerung

### Bevölkerungsentwicklung der letzten drei Halbjahre
| Datum      | Fläche (km²) | Einwohner | männlich | weiblich | Dichte (Einw./km²) | Sex Ratio (m*100/w) |
| ---------- | ------------ | --------- | -------- | -------- | ------------------ | ------------------- |
| 31.12.2020 | 66,98        | 94.289    | 46.725   | 47.563   | 1.407,7            | 98,2                |
| 30.06.2021 | 66,98        | 93.958    | 46.632   | 47.326   | 1.402,8            | 98,5                |
| 31.12.2021 | 67,00        | 97.545    | 48.339   | 29.206   | 1.455,9            | 165,5               |
Fortschreibungsergebnisse